# Popnageltang

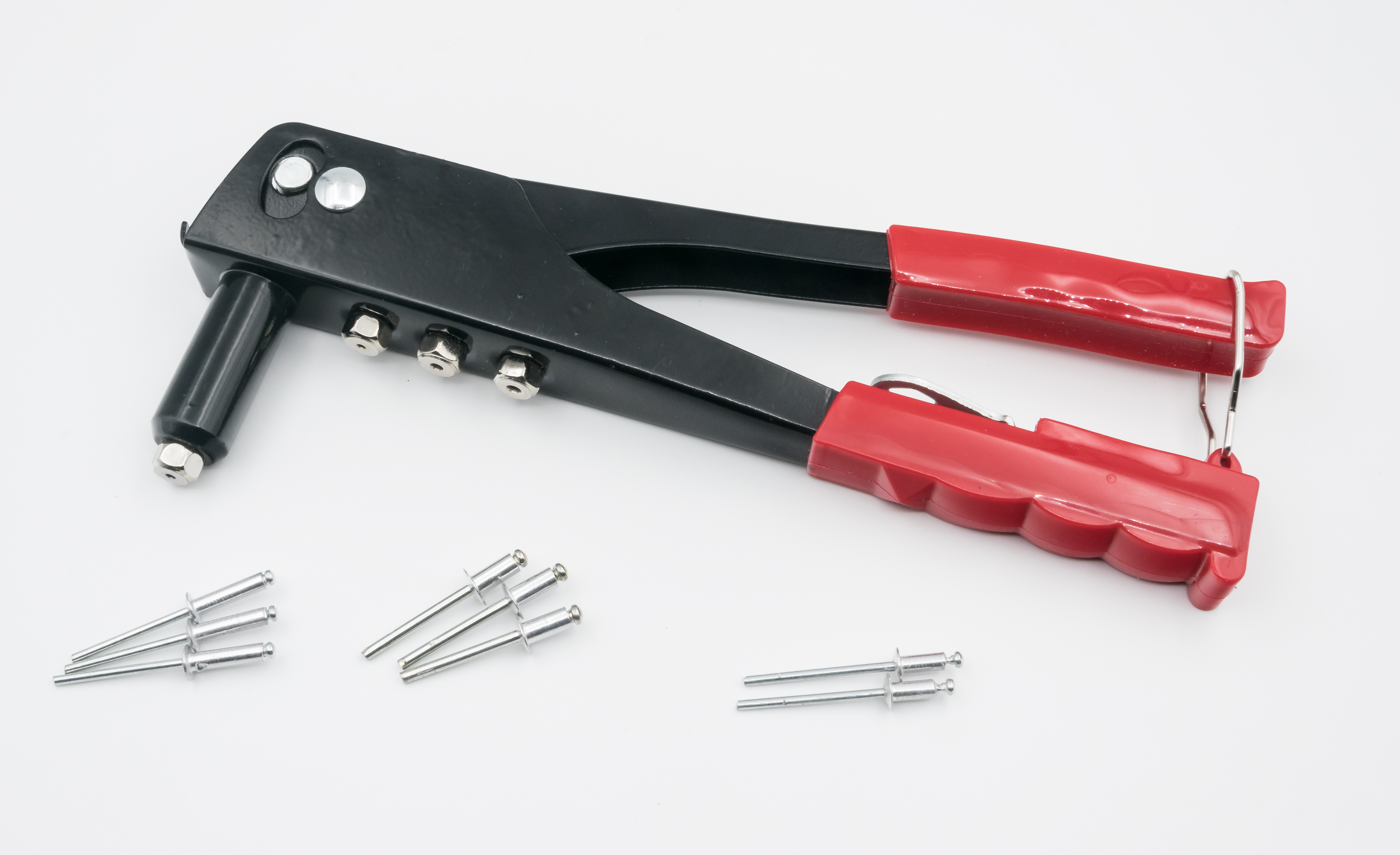
Popnageltang

Werking van een popnagel

Een popnageltang, blindklinktang of blindklinknageltang wordt doorgaans gebruikt om metalen plaatmateriaal aan elkaar te verbinden door middel van een pop- of blindklinknagel. Bij deze techniek hoeven de te klinken materialen maar vanaf één kant bereikbaar te zijn, vandaar de term "blind" klinken.
Door het inknijpen van de tang wordt de trekpen van de blindklinknagel vastgeklemd en aangetrokken totdat deze breekt, waarbij de huls van de popnagel vervormt. Hierdoor worden de materialen aan elkaar geklonken en ontstaat een sterke verbinding. Om blindklinknagels met verschillende diameter te kunnen toepassen is de tang gewoonlijk voorzien van een verwisselbaar neusstuk. De niet gebruikte neusstukken zijn meestal op de tang aangebracht, evenals een sleuteltje om ze los en vast te draaien. Voor industriële toepassingen wordt een pneumatische tang gebruikt, maar voor kleinere klussen voldoet een handtang.
Een vergelijkbaar soort gereedschap voor blindklinkmoeren is de blindklinkmoertang.